# Gaoligong-Igel
Der Gaoligong-Igel (Mesechinus wangi) ist eine im Südwesten der chinesischen Provinz Yunnan endemische Igelart. Die wissenschaftliche Beschreibung der Art wurde im Mai 2018 veröffentlicht. Alle für die Erstbeschreibung untersuchten Typusexemplare wurden in der Gaoligongshan National Nature Reserve in Höhen von 2100 bis 2680 Metern gefangen.

## Merkmale
Der Gaoligong-Igel ist eine große Steppenigelart mit einer Kopf-Rumpf-Länge von 17 bis 24 cm, einem 1,4 bis 1,8 cm langen Schwanz und einem Gewicht von 336 bis 450 g. Der Hinterfuß hat eine Länge von 4,5 bis 4,8 cm, die Ohren sind 2,8 bis 3,1 cm lang und damit genau so lang wie die umstehenden Stacheln. Die Stacheln sind 22 bis 25 mm lang. Mehr als 80 % der Stacheln sind auf zwei Drittel ihrer Länge weiß gefärbt und zu einem Drittel schwarz. Die übrigen Stacheln (<20 %) sind zu zwei Dritteln weiß, gefolgt von einem schwarzen Ring, einem schmalen weißen Ring und einer schwarzen Spitze. Eine stachellose Zone in der Mitte der Kopfoberseite fehlt. Das Bauchfell ist dunkelbraun. Als einzige Igelart hat der Gaoligong-Igel einen vierten oberen Molar. Dieser ist viel kleiner als der dritte Molar und hat nur eine Wurzel. Der Karyotyp besteht aus einem Chromosomensatz von 2n=48 Chromosomen (FN=92).

## Lebensraum und Lebensweise
Der Gaoligong-Igel ist bisher nur aus dem Gaoligongshan National Nature Reserve in Höhen von 2100 bis 2680 m bekannt. Die Region liegt auf dem Gebiet der bezirksfreien Stadt Baoshan in der chinesischen Provinz Yunnan. Der Lebensraum ist ein subtropischer, immergrüner Wald mit einer vielfältigen Vegetation, darunter Buchengewächse (Fagaceae), Lorbeergewächse (Lauraceae), Heidekrautgewächse (Ericaceae) und Teestrauchgewächse (Theaceae). Über die Ernährung, das Fortpflanzungs- und sonstige Verhalten der Tiere ist bisher nichts bekannt. Der Gaoligong-Igel hält von Mitte Oktober bis Anfang April Winterschlaf.